# Redlands (Colorado)
Redlands ist ein zu Statistikzwecken definiertes Siedlungsgebiet (census-designated place) im Mesa County des US-Bundesstaats Colorado mit 9.061 Einwohnern (Stand 2020). Es liegt in 1415 Metern Höhe auf 39° 5' 21.41" Nord und 108° 39' 33.57" West westlich von Grand Junction und hat eine Fläche von 40,3 km².